# UCI Oceania Tour 2011
Navigation
Édition précédente Édition suivante
L'UCI Oceania Tour 2011 est la septième édition de l'UCI Oceania Tour, l'un des cinq circuits continentaux de cyclisme de l'Union cycliste internationale. Il est composé de 3 compétitions, organisées du 26 janvier au 20 mars 2011 en Océanie.

## Évolutions du calendrier
Le Tour de Wellington et les Championnats d'Océanie sont une nouvelle fois inscrits au calendrier. Le Herald Sun Tour et le Tour de Southland ne sont plus au programme.

## Calendrier des épreuves

### Janvier
| Date  | Course             | Pays             | Classe | Vainqueur      | Équipe |
| ----- | ------------------ | ---------------- | ------ | -------------- | ------ |
| 26-30 | Tour de Wellington | Nouvelle-Zélande | 2.2    | George Bennett | Cardno |

### Mars
| Date | Course                                    | Pays      | Classe | Vainqueur        | Équipe                       |
| ---- | ----------------------------------------- | --------- | ------ | ---------------- | ---------------------------- |
| 17   | Championnats d'Océanie - contre-la-montre | Australie | CC     | William Dickeson | Équipe nationale d'Australie |
| 20   | Championnats d'Océanie - course en ligne  | Australie | CC     | Ryan Obst        | Équipe nationale d'Australie |

## Classements finals
| #   | Coureur            | Pays             | Équipe                  | Pts |
| 1.  | Richard Lang *     | Australie        | Jayco-AIS               | 100 |
| 2.  | Nathan Haas *      | Australie        | Genesys Wealth Advisers | 74  |
| 3.  | George Bennett *   | Nouvelle-Zélande | Trek Livestrong U23     | 53  |
| 4.  | Damien Howson *    | Australie        | Jayco-AIS               | 46  |
| 5.  | Nathan Earle       | Australie        | Genesys Wealth Advisers | 41  |
| 6.  | Stuart Smith *     | Australie        |                         | 40  |
| 7.  | James Williamson * | Nouvelle-Zélande | PureBlack Racing        | 36  |
| 8.  | Patrick Lane *     | Australie        | Jayco-AIS               | 30  |
| 9.  | Luke Davison *     | Australie        | Budget Forklifts        | 25  |
| 10. | Bernard Sulzberger | Australie        | V Australia             | 24  |
| 11. | Lachlan Norris     | Australie        | Drapac                  | 24  |
| 12. | William Dickeson   | Australie        | Jelly Belly             | 20  |
| 13. | Malcolm Rudolph *  | Australie        | Jayco-AIS               | 20  |
| 14. | Jeremy Yates       | Nouvelle-Zélande | Manisaspor              | 16  |
| 15. | Timothy Gudsell    | Nouvelle-Zélande | PureBlack Racing        | 15  |
| 16. | Ryan Obst          | Australie        |                         | 15  |
| 17. | David Pell         | Australie        | Drapac                  | 14  |
| 18. | Steele Von Hoff    | Australie        | Genesys Wealth Advisers | 14  |
| 19. | Chris Jory         | Australie        |                         | 12  |
| 20. | Michael Vink *     | Nouvelle-Zélande | Trek Livestrong U23     | 12  |

| #   | Équipe                  | Pays             | Pts |
| 1.  | Jayco-AIS               | Australie        | 218 |
| 2.  | Genesys Wealth Advisers | Australie        | 131 |
| 3.  | Trek Livestrong U23     | États-Unis       | 65  |
| 4.  | PureBlack Racing        | Nouvelle-Zélande | 62  |
| 5.  | Drapac                  | Australie        | 43  |
| 6.  | Budget Forklifts        | Australie        | 32  |
| 7.  | V Australia             | Australie        | 30  |
| 8.  | Jelly Belly             | États-Unis       | 20  |
| 9.  | Manisaspor              | Turquie          | 16  |
| 10. | Subway                  | Nouvelle-Zélande | 8   |
| 11. | Kenda-5 Hour Energy     | États-Unis       | 5   |
| 12. | Marco Polo              | Chine            | 5   |
| 13. | Endura Racing           | Royaume-Uni      | 4   |

### Classements par nations
| #  | Pays             | Pts |
| 1. | Australie        | 830 |
| 2. | Nouvelle-Zélande | 463 |

| #  | Pays (U23)       | Pts    |
| 1. | Australie        | 651,67 |
| 2. | Nouvelle-Zélande | 217    |